# Yuko Sasamoto
Yuko Sasamoto (笹本 優子 Sasamoto Yuko?) (Chiba, 30 de enero de 1973) es una seiyū. Es conocida por ser la actriz de doblaje Sakura Kasugano de Street Fighter y de Flonne personaje de Disgaea.

## Trabajo Actoral

### Anime
- Chrono Crusade - Shader
- Elemental Gelade - Rerea
- Fushigiboshi no Futagohime - Nacchi
- Gate Keepers - Ayako Isagai
- Hamtaro - Mimi (Momo Iwata)
- Little Snow Fairy Sugar - Jan
- Major - Kaoru Shimizu
- Mobile Suit Gundam SEED Destiny - Conille Almeta
- Super GALS! - Kasumi Tsukino
- Il etait une fois... la Vie - Globine
- Disgaea - Flonne
- Trouble Chocolate - Matcha

### Videojuegos
- Makai Senki Disgaea - Flonne
- Namco x Capcom - Sakura Kasugano
- serie de Street Fighter - Sakura Kasugano
- serie de Marvel Vs Capcom - Sakura Kasugano

### Drama CD
- GetBackers - Gabriel